# 八木あずさ
八木 あずさ（やぎ あずさ、1973年12月29日 - ）は、日本のAV女優。リズムプロモーション所属。神奈川県出身。デビュー時の芸名は、櫻井 夕樹（さくらい ゆうき）。他にもYUUKI（ゆうき）、夕希（ゆうき）、静香なども名乗った。
身長165cm 、バスト120cm（Lカップ）・ウエスト70cm・ヒップ100cm。血液型:A型（プロフィールはサイトや作品によって異なる表記あり）。
なお、かつてAIR AGENCYに所属していた声優の八木あずさとは同姓同名の別人である。

## 来歴
2010年7月、ルビーより『美熟女AVデビュードキュメント 豊満爆乳女神降臨!』でAVデビューを果たす。当初は櫻井 夕希（さくらい ゆうき）を名乗ったが、後に櫻井 夕樹へ改称。
2011年4月2日を以ってAV女優を引退するが、同年5月、プライベートな問題が解決したとして活動を再開。この際、所属事務所もこずプロからエルプロモーションに移籍している。
2013年、アースプロダクションへの移籍に伴い、八木あずさと改名した。

## 作品（アダルトビデオ）

### 単体作品・共演作品
2010年
- 美熟女AVデビュードキュメント 豊満爆乳女神降臨! （7月3日、ルビー） ※「櫻井夕希」名義
- 新人120cmKcup妻 （7月19日、OPPAI） ※「YUUKI」名義
- 俗にいう、具合のイイ女。18 （7月23日、プレステージ） ※「夕樹」名義
- 爆乳母の告白 〜息子の言いなりになっていく女〜 （7月25日、マドンナ）
- BOINBOX櫻井夕樹 爆乳Kカップ （8月1日、ABC/妄想族）
- 豊満な女性が大好きな僕たち3 （8月5日、グローリークエスト）
- 今度の家政婦がう゛ぁう゛ぁ爆乳なのだが。（8月5日、タカラ映像）
- 美熟女近親中出し姦 （8月7日、ルビー） ※「櫻井夕希」名義
- 近親SO姦 （8月19日、グローリークエスト）
- 狂いたい超乳 （8月20日、映天）
- 癒しのKカップ爆乳母 （8月25日、マドンナ）
- 叔母に遊ばれて…! （8月27日、ドリームステージ）
- 近親相姦 豊満爆乳Kカップ母 （9月2日、センタービレッジ）
- 母一人、子一人! 〜息子が不憫で…〜 （9月3日、カマタ映像）
- たびじ 母と子 （9月16日、タカラ映像）
- 爆尻妻 （9月16日、センタービレッジ）
- 巨乳巨尻妻 〜わたしの全部、撮ってください〜 （9月17日、なでしこ）
- 母との秘め事 （9月19日、ABC/妄想族）
- 驚乳悦楽07 （9月20日、プールクラブ・エンタテインメント）
- 未亡人…夕樹 （9月28日）
- 豊満爆乳妻中出し （9月29日、小林興業）
- 近親相姦 豊満熟母 （10月9日、ルビー）
- ありえない爆乳で迫らないで、母さん! Kカップ120センチ （10月19日、ジェントルマン/妄想族）
- 巨乳 OR DIE 120cmはみ出しの女神 K-cup （10月20日、レイディックス）
- 兄嫁の爆乳は一見にしかず2 Lカップ120cm （10月22日、チェリーズ） ※「夕樹さん」名義
- MEGA WOMAN 癒しぱい （10月25日、しのだ） ※「ゆうき」名義
- お母さんを夜這いする僕 逆夜這いされる僕3 （11月5日、映天）
- 美しい巨乳の女 （11月6日、ルビー） ※「櫻井夕希」名義
- 後家と隣人6 （11月18日、大洋図書）
- おらが村の爆乳奥さん （11月18日、タカラ映像）
- お母さんと叔母さんと従兄弟と僕 大近親相姦 豊満爆乳姉妹の狂乱スワップ （11月18日、センタービレッジ）
- ふたりのでか乳妻 （12月7日、マドンナ）
- 不埒な義母 豊満爆乳淫乱妻 （12月13日、U&K）
- 豊熟! Kカップ爆乳モデル （12月13日、溜池ゴロー）
- 幻母 母さんのデカすぎるおっぱいに悪戯したい （12月19日、VENUS）
- 巨乳他人妻の肉交 ダンナには見せない雌の顔 （12月19日、胸キュン喫茶） ※「静香」名義
- 非日常的悶絶遊戯 不良学生のクラスを受け持つ女教師、夕樹の場合 （12月25日、AVS）

2011年
- 爆乳レズビアン （1月13日、U&K）
- 僕のペットは爆乳女教師 〜敏感な乳房が咽び泣く学校内調教〜 （1月25日、マドンナ）
- エロ下着姿でダイエット中の巨乳義母に中出ししちゃいました!13　（1月28日、なでしこ）
- 黒人巨大マラVS櫻井夕樹 超乳中出しビックバン　（2月10日、グローバルメディアエンターテイメント）
- もしも○○が出来たら 美熟女10人が貴方の6つの願い叶えます編 （4月1日、ヴィ）
- Shake Body Ver.20 （4月13日、AVS）
- 巨大お尻の綺麗な義母に中出ししたくなりました!6 （4月22日、なでしこ）
- 美熟女遊郭 癒しの遊女屋 （4月29日、ドリームステージ）
- 世界一と世界二のチ○ポに薬漬けされて白目むくまでガン突きFUCK （6月15日、NON）
- 韓国出身童貞ニューハーフと爆乳肉食系熟女 （6月25日、オペラ）
- 母が超巨乳で我慢できない （7月20日、ネクスト）

2013年
- 艶乳熟女臭責め（8月22日、イズム）
- 母の躾 なま乳ビンタと顔面騎乗… 八木あずさ 39歳 （9月26日、センタービレッジ / 春夏秋冬）
- ハイレグ豊満熟女 童貞狩り大乱交（11月21日、ROCKET）
- 息子に揉まれ料理の母（11月28日、タカラ映像）
- 中出し近親相姦 母子熱愛（12月5日、センタービレッジ）

2014年
- 出張!熟女ソープ 八木あずさをお届けします 独身男性に強制中出しさせちゃいました（1月16日、センタービレッジ）
- 上司の巨乳妻（1月29日、小林興業）
- イケナイあずさ先生のムッチムチ肉感授業（2月1日、Fitch）
- ふんどし姿を見せつける豊満母のスケベな手ほどき（6月1日、Fitch）
- ど熟女温泉レズ 〜こってり湯けむり熟百合の湯〜（8月1日、U&K）

### オムニバス作品
2010年
- 変態熟女のありえないオナニー狂記 （7月16日、SEX Agent）
- ボインおばさんの完熟パイズリ （8月20日、SEX Agent）
- 巨乳・爆乳 爆乳オフィスレディ セクハラ乳陵辱 （9月3日、映天）
- お母さんとオナニーをお互いに楽しむ特別なひととき （9月3日、映天）
- 10周年プレミアム作品 美人で巨乳な人妻の自宅レイプ犯 （9月10日、グローバルメディアエンターテイメント）
- 七人の超乳2 4時間 （9月19日、ABC/妄想族）
- 素人ヘアヌード 陰毛 乳首 肛門図鑑 file 10 （9月20日、プールクラブ・エンタテインメント）
- お母さんの日常的パンチラ2時間 （10月1日、映天）
- 巨乳・爆乳 巨乳悪戯面接2 （10月15日、映天）
- 踊れ! 勢いのあるパイズリ発射 美乳Fカップから圧巻のKカップまで ここが噂の巨乳天国! 狭射天国!! （10月20日、レイディックス）
- ぶっかけ面汚し （10月20日、プールクラブ・エンタテインメント）
- 25人の美熟女が悶える絶頂オナニー4時間 （10月25日、マドンナ）
- 巨乳パイズリSP2 乳フェチ向け パイズリしまくり4時間 （11月1日、ABC/妄想族）
- コキ尻美人 極上尻10人 （11月18日、グローリークエスト）
- 巨乳・爆乳 甘えたい授乳プレイさらに手コキ発射!! G〜Lカップ10人 （11月19日、映天）
- お母さんの見てるだけじゃ我慢できなくなっちゃったママ参加型のセンズリ鑑賞!! （11月19日、映天）
- 美熟女オナニー30人4時間スペシャル6 （11月28日、ドリームステージ）
- 高級ソープ 三十路編4 （12月3日、クリスタル映像）
- お母さんは下着姿、生着替えを視姦する3 （12月3日、映天）
- 2010年ルビー年鑑 Vol.5 （12月4日、ルビー）
- マドンナ7周年記念 巨乳美熟女77人12時間 （12月7日、マドンナ）
- 熟女レイプ集 第2巻 （12月10日、グローバルメディアエンタテインメント）
- 性欲溢れる人妻の淫乱不倫フェラ （12月17日、SEX Agent）
- 巨乳・爆乳 四つん這い 乳舐め吸い （12月17日、映天）
- 巨乳・爆乳 爆乳騎乗位2時間 （12月17日、映天）
- 爆乳パイズリ列伝 全員合わせて2000センチ （12月23日、センタービレッジ）
- 2010年下半期BEST4時間 （12月23日、センタービレッジ）

2011年
- 巨乳母子相姦 実録巨乳母と息子の愛欲交尾 （1月10日、グローバルメディアエンタテインメント）
- 着衣パイズリ （1月19日、OPPAI）
- 巨乳レイプ総集編4時間 （1月28日、映天）
- お母さんに甘えっぱなし幼児プレイ （2月18日、映天）
- セックスレスの人妻たち File#03 （2月18日、グラフィティジャパン） ※「ゆうき」名義
- 厳選!!ふくよかでボインのお母さま 母子相姦4時間 （2月19日、ABC/妄想族）
- 万引きした息子の前で謝りながらイカされるママ （2月19日、ナチュラルハイ）
- 三十路すぎてもこの爆乳 自慢のオッパイで癒してあげる2 （2月25日、クリスタル映像）
- 爆乳騎乗位2 （2月25日、映天）
- 顔面パイズリ乳圧迫 ついに、出た乳の新ジャンル （3月4日、映天）
- 2010年マドンナ下半期137タイトル8時間 （3月7日、マドンナ）
- 溜池ゴロー2010年下半期全54作品8時間 （3月13日、溜池ゴロー）
- AVS2010カタログDVD （3月13日、AVS）
- 禁断の近親相姦ファック8時間 （3月25日、マドンナ）
- ドリームステージ エロ熟女4時間18人3 （3月30日、ドリームステージ）
- 馬乗りパイズリ狭射マウントポジション （4月1日、映天）
- デカパイ娘の乳揺れむしゃぶりフェラ （4月1日、映天）
- 羞恥で濡れる美熟女30人の痴態8時間 （4月7日、マドンナ）
- 2010ボインボックス下半期BEST4時間 （4月19日、ABC/妄想族）
- 母子相姦の夜這い集4時間 （4月15日、映天）
- 正常位の乳揺れ （4月15日、映天）
- 四つん這いの乳をとことんむしゃぶり味わう4時間 （4月15日、映天）
- 超近親相姦 Vol.2 （4月21日、センタービレッジ）
- 絶品グラマラス熟ボディ20人8時間 （4月25日、マドンナ）
- 熟母相姦中出しドキュメント （4月29日、小林興業）
- 巨乳50人のたっぷり授乳プレイ+手コキ祭り4時間 （5月1日、ABC/妄想族）
- M男専用爆乳デリバリー （5月1日、U&K） ※「ゆうき」名義
- 巨乳接写フェティシズム （5月2日、映天）
- 夫婦で!親子で!姉妹で!スワッピング天国8時間 （5月7日、マドンナ）
- 官能的レズビアンの世界8時間 （5月25日、マドンナ）
- 人妻温泉35 （5月27日、クリスタル映像）
- ユーアンドケイレズ作品集4時間 （6月1日、U&K）
- モテないくせに巨チンな僕とカテキョのくせにスケベな先生 （6月5日、NON）
- 極選4時間 高級ソープ三十路編 （6月10日、クリスタル映像）
- 近親相姦 豊満爆乳母のボインボイン中出し交尾 （6月16日、センタービレッジ）
- 未亡人えろ下宿 （6月16日、大洋図書）
- たびじ 温泉旅情絵巻 No.4 （6月16日、タカラ映像）
- お母さんは下着姿、生着替えを視姦する総集編4時間 （6月17日、映天）
- 5周年記念全198タイトル収録12時間作品集! （6月25日、しのだ）
- 2010年マドンナ全271タイトル12時間\1980 （6月25日、マドンナ）
- ボインボックス豊満爆乳BEST4時間 （7月1日、ABC/妄想族）
- 母は目覚ましフェラ時計 No.2 （7月20日、ネクスト）

2014年
- 四十路マダム 41（5月9日、クリスタル映像）
- 出張!!熟女ソープ DX 〜独身男性に強制中出しさせちゃいました〜 10組4時間（6月5日、センタービレッジ）
- 息子に揉まれた母達 8時間（7月10日、タカラ映像）
- 性感レズエステ 9 都会の片隅で行われる美淑女のみが体験できる魅惑の性感エステサロン…（6月20日、クリスタル映像）